# NGC 7521
NGC 7521 ist eine linsenförmige Galaxie vom Hubble-Typ S0 im Sternbild Fische auf der Ekliptik. Sie ist schätzungsweise 316 Millionen Lichtjahre von der Milchstraße entfernt.
Das Objekt wurde am 18. November 1864 von Albert Marth entdeckt.